# Кизлар-агина џамија у Београду
Кизлар-агина џамија у Београду (првобитно Тургут-бегова џамија) била је једна од многобројних џамија која је изграђена на углу данашњих улица Браће Југовића и Вишњићеве, с краја 16. или с почетка 17. века.

## Предуслови
Београд се од средњовековне вароши коју је одликовао несметани развој скоро два пуна века, за време владавине Османлија трансформисао у оријенталну варош. Комплекс јавних грађевина, чаршија и махале чиниле су основну карактеристику балканско-оријенталне урбане културе Београда. У њему су за јавне грађевине увек бирана места на неком узвишењу, где је џамија са својим минаретом требло да доминира околином.
Џамије на тлу Београда закључно са 17 веком грађене су у класичном цариградском стилу. Један од таквих примера је Кизлар-агина џамија у Београду, изграђена с краја 16. или с почетка 17. века.

## Историја
Џамију је изградио Тургут-бег (паша) с карај 16. или с почетка 17. века. Страдала је као већина џамија у Београду 1688. године. У периоду од 1717.до 1726. године у њој је била мала главна стража а потом је служила за смештај артиљеријске опреме. Од 1726. до 1729. године у њој је била католичка црква која је припадала миноритима.
Џамију је обновио после 1730. године, Хаџи Бешир-ага и стари Кизлар-ага, старешина харема, који је основао вакуф, и по коме је и добила име.
Једно време у њој се налазио фрањевачки манастир, а у периоду 1806–1813. служила је као православна црква, са звоном окаченим о минаре, који је потом порушен.
Обновљана је 1813. године за потребе дервиша из Хаџи-шеикове текије, који су је, према сведочењу Ф. Каница, користили за своје молитве
Срушена је почетком 1878. године у победничкој еуфорији која је завладала у Кнежевини Србији, по окончању Српско-турски ратови или Српских ратова за независност који су вођени између 1876. и 1878. године против Османског царства од стране Кнежевине Србије и Кнежевине Црне Горе, након којих је Србија добила пуну међународно признатуе независност на Берлинском конгресу.

## Архитектура
Кизлар-агина џамија је подигнута као тип карактеристичан за ове просторе, у виду једнопросторне поткуполне грађевине са осмоугаоним тамбуром и куполом ниско постављеном и пробијеном са осам отвора. Минаре је било прислоњено уз једно проширење изведено са источне стране објекта.